# Levin Christian Sander
Levin Christian Sander (født 13. november 1756, død 29. juli 1819) var en tysk-dansk forfatter.

## Opvækst og tidlig karriere
Sander var en skræddersøn fra Itzehoe. Bøger fængslede ham tidlig; som 6 års dreng læste han røverhistorier og robinsonader højt for svendene på faderens værksted. Han erhvervede sig hurtig stor sproglig færdighed, kunne på stående fod omsætte hele sider af en prosaroman på rim og opfandt selv røverhistorier.
Allerede fra fødslen havde han et svageligt helbred, hvad der bidrog til, at der tidlig kom noget usundt i hans natur: hans indbildningskraft blev uforholdsmæssig udviklet, og han blev tilbøjelig til ensomhed og melankoli. Indtil sit 14. år nød han ingen regelmæssig skolegang; de følgende 3 år fik han gratis undervisning sammen med borgmesterens søn. I disse år læste han næsten stadig fra kl. 3 morgen til 10 aften og pådrog sig ved overanstrengelse en brystsygdom, der bandt ham til sengen i 1½ år.
1774 kom han til Altona, hvor en professor Ehlers tog sig af ham. Teatret i Hamburg vakte hans interesse, og han skrev sørgespillet Golderich u. Tasso, der udkom 1778, efter at han med professor Ehlers var flyttet til Kiel. På anbefaling af rektor Trap i Itzehoe fik han det følgende år plads som lærer ved det Basedowske Filanthropin i Dessau. Det for hans svagelige helbred anstrengende arbejde og rivninger inden for instituttet bevægede ham til at tage sin afsked 1783; det følgende år fik han plads som huslærer i København hos grev C.D.F. Reventlow.
Han havde i disse år udgivet en række værker af forskellig art, digteriske og pædagogiske, f.eks. lystspillet Der kleine Herzog (1781), Prosaische Dichtungen (1783), Friedrich Robinson, ein Lesebuch f. Kinder (1784), og en roman, Geschichte meines Freundes Bernhard Ambrosius Rund (1784), der til dels er selvbiografisk. Intet af disse værker slog igennem.
Sin litterære virksomhed fortsatte han efter ankomsten til København, og det lykkedes ham nu at gøre sit navn fordelagtig bekendt i Tyskland ved nogle satiriske og humoristiske skrifter: Papiere des Kleeblattes (1787), Komische Erzählungen (1794) og andre, og især ved et sprogvidenskabeligt arbejde: Deutsche Synonyme oder sinnverwandte Worter (1794), der blev prisbelønnet af det tyske Selskab i Mannheim. Hans tyske oversættelser af danske digteres arbejder (Johannes Ewald, Peter Andreas Heiberg, Knud Lyne Rahbek, Christen Henriksen Pram og andre) vakte derimod kun ringe opmærksomhed.

## Niels Ebbesen
Sander havde hidtil næsten udelukkende skrevet på tysk. Så meget desto større opsigt vakte det, da det rygtedes, at han havde fået en original tragedie, Niels Ebbesen af Nørreris eller Danmarks Befrielse, antaget til opførelse på det Kongelige Teater. Ole Johan Samsøe havde skrevet Dyveke, det første lovende historiske drama siden Ewalds dage, og så døde han nogle dage, før hans stykke blev opført; men netop et år efter, 31. januar 1797, blev Niels Ebbesen spillet for første gang, og en anmelder byder den mand velkommen, "der vover, og er værdig at vove, at træde i vor bortrevne Samsøes Spor".
Hvad den tekniske bygning angår, står Niels Ebbesen ikke højt; stykkets interesse ligger i karaktertegningen. Niels Ebbesen skulle være dramets hovedperson, men skildringen af ham er ikke lykkedes. Han er tænkt som den patriotiske helt, der vil befri sit fædreland for de fremmede herrer; men denne tanke er ikke klart gennemført. Desuden har forfatteren udstyret ham med det 18. århundredes ædelhed og dyd; døende udbryder Niels Ebbesen: "Ikke Hævn, ædelmodig Tilgivelse sømmer os danske". Gert er ulige interessantere; han er skildret som en stort anlagt natur, med fremragende herskerevner; men i følelsen af sin styrke bliver han brutal og hensynsløs. Han foragter ikke blot de danske adelsmænd, disse storbønder, hvis "hele Liv og Levned kan skrives paa en Ligsten", men menneskeslægten overhovedet, "disse Uslinger, man kalder Mennesker". Gert tror kun på styrkens ret.
Blandt stykkets andre skikkelser er Stig Andersen den ejendommeligste. Han er noget af en verdensborger. "O! lader os dog ikke blot være danske", udbryder han, "lader os være Mennesker." Han har sluttet sig til grev Gert, tidsalderens "fuldkomneste Mand", i den tro, at han ene kunne bringe landet ud af det uføre, hvori det var endt.
Der er i Niels Ebbesen på flere steder tilløb til interessante karakterskildringer, men ud over dette når forfatteren ikke; som helhed er stykket mislykket. Det blev i alt opført 37 gange, sidste gang 1834.

## Senere virke
Den opsigt, Niels Ebbesen vakte, var ikke fri for at gå forfatteren til hovedet; hans følgende digteriske arbejder betegner imidlertid snarere tilbagegang end fremgang: Eropolis, lyrisk Skuespil (1803), Hospitalet, et Lystspil (1805), i hvilket han satiriserer over den Schellingske filosofi, Knud, Danmarks Hertug, et Sørgespil (1808) og andre. Af hans lyriske digte er det mest bekendte Dødens Vuggevise, der i sin tid var meget yndet; det blev flere gange oversat på tysk, en gang på engelsk, og der er komponeret flere melodier til det.
I 1789 blev Sander, efter at have opgivet sin stilling som huslærer, fuldmægtig ved Kreditkassedirektionens sekretariat og 2 år efter sekretær ved Generalvejkommissionen; 1800 udnævntes han til lærer i pædagogik, metodik og tysk ved det da nylig oprettede pædagogiske seminarium og fik titel af professor; fra 1811 holdt han forelæsninger ved Københavns Universitet over deklamerekunst, pædagogik og tysk. Denne hans virksomhed gav sig også udtryk i litterære arbejder. Han skrev forskellige
pædagogiske artikler i datidens tidsskrifter, var medudgiver af Egeria, Fjerdingaarsskrift for Opdragelses- og Undervisningsvæsenet i Danmark og Norge (I-II, 1804-8), udgav Bidrag til Pædagogikken og dens Historie (I-II, 1804-6) og Odeum ell. Deklamerekunstens Theori (1808) m. m.
Sander hørte efter hele sin natur til det 18. århundrede; han forstod ikke den nye tid, og den ænsede ikke ham som digter. Så blev han, med sin ærgerrige, noget sygelige natur, bitter og mente, han var offer for et komplot.
Sander var 2 gange gift: 1. (1802) med Johanna Augusta Charlotte Amalie født Grube (død 1818), datter af kaptajn J.R. Grube; 2. (1819) med Maria Sophie født de Clozell (død 1834).